# Union socialiste allemande des étudiants
Pour les articles homonymes, voir SDS.
L’Union socialiste allemande des étudiants (en allemand Sozialistischer Deutscher Studentenbund, abrégé SDS) fut créée en 1946 à Hambourg comme syndicat étudiant indépendant de tout parti, tout en restant proche du Parti social-démocrate d'Allemagne. La proximité avec le parti s'accrut pendant les premières années, quand de nombreux communistes furent exclus de la fédération sous le président de l'époque, Helmut Schmidt, ainsi que sous la pression de la direction du parti. Comme dans les années d'après-guerre, beaucoup d'anciens soldats et officiers étaient actifs dans le SDS, l'union acquit aussitôt dans certaines parties du SPD, parti des ouvriers, la réputation de « club des officiers de gauche ».

## Histoire
À partir du milieu des années 1950 les tensions augmentèrent entre le SDS et le SPD, s'envenimant à propos du réarmement, du mouvement anti-atomique et surtout du programme de Bad Godesberg du SPD. De plus, le SDS fut infiltré avec succès par des collaborateurs et mouchards de la Stasi venant de RDA. En 1961, la direction du SPD prit une résolution d'incompatibilité, excluant du parti les membres et sympathisants du SDS. Déjà l'année précédente, l'Union universitaire sociale-démocrate (Sozialdemokratische Hochschulbund) s'était présentée comme émanation fidèle du parti, même si elle se radicalisa plus tard pendant le mouvement étudiant de Mai 1968. 
Après la séparation involontaire du parti d'origine dans les années 1960, le SDS devint petit à petit le creuset de la Nouvelle gauche ouest-allemande. Début 1965, Rudi Dutschke, Dieter Kunzelmann et Bernd Rabehl passèrent de ce qui devint plus tard la Kommune 1 au SDS berlinois, et y gagnèrent aussitôt une influence considérable, surtout dans des groupes de travail sur l'internationalisme socialiste et sur le tiers monde. 

### En février 1965, Rudi Dutschke pousse pour une organisation anti-autoritaire
Dès le 28 février 1965, Rudi Dutschke fut élu au conseil politique du SDS berlinois. Sous sa direction, le SDS se transforma en une organisation anti-autoritaire, au sens où elle rejetait les régimes autoritaires d'Europe de l'Est, s'exposant par sa critique du "socialisme réel". À la suite de la découverte d'un espion de la Stasi dans le SDS, Dutschke parlera presque toujours du « socialisme de m... » de la RDA. Une aile orthodoxe fut cependant conservée, continuant à militer pour une proche collaboration avec Berlin-Est.
Apparait alors l'expérience de communauté de la Wielandstraße à Berlin-Charlottenburg qui réunit de 10 à 20 personnes puis celle de l'avocat Otto Schily et l'ouvrier Bommi Baumann de la « Kommune 1 », des  de personnes qui croyaient que la vie politique et privée ne doit pas être séparée, mais continue. Dieter Kunzelmann a rejoint ce groupe célèbre fondé à la fin de 1966.
Le mode de vie communautaire est idéalisé comme un exemple de la façon de sortir de l’isolement individuel, un exercice pour montrer la pratique possibilités de joindre les luttes dans les métropoles avec celle des mouvements de libération dans le Tiers Monde. Elle obtient la notoriété en avril 1967 lors des arrestations pour complot à la bombe contre Hubert Humphrey, le Vice-président des États-Unis, qui a prévu de se présenter aux primaires démocrates contre des candidats opposés à la guerre du Viêt Nam, comme Robert Kennedy
En visite en Allemagne, Hubert Humphrey était attendu par des jets de projectiles faits de pudding et de yaourt. Le 24 mai 1967, le groupe a distribué ces projectiles ce qui
les a portés à l’attention du public et de la justice. Les militants de la « Kommune 1 » ont été acquittés en justice mais ont été exclus de la SDS en mai 1967, accusés d'avoir mis en péril sa réputation avec ses activités de politique-clown.

### En 1967, la manifestation contre le Chah d'Iran et la mort de Benno Ohnesorg
Dans la seconde moitié des années 1960, le SDS devint le noyau de l'opposition extra-parlementaire contre la loi sur l'état d'urgence. Puis il prit part à l'organisation des manifestations contre le Chah, au cours desquelles le 2 juin 1967 l'étudiant Benno Ohnesorg fut abattu par un policier, ce qui déclencha des manifestations étudiantes dans tout le pays. À leur point culminant en 1968, le SDS eut son âge d'or avec environ 2 500 adhérents, mais il fut de plus en plus déchiré par des querelles de pouvoir.

### Avril 1968: Rudi Dutschke victime d'une tentative d'assassinat
Rudi Dutschke est victime d'une tentative d'assassinat peu avant Mai 68 en Allemagne et très affaibli physiquement à partir d'avril, il ne peut plus diriger le SDS. Ensuite, Hans-Jürgen Krahl a été très rapidement affaibli par l'énorme couverture médiatique apportée au Coup de tomate de 1968 , quelques mois seulement après qu'il lui ait succédé. Comme Rudi Dutschke, il avait poussé pour une organisation anti-autoritaire mais se heurte à la fois aux marxistes révolutionnaires et aux féministes.
Le 13 septembre 1968, Helke Sander  est la seule femme autorisée à prendre la parole lors de la conférence des délégués du SDS à Francfort. Elle dénonce avec vigueur dans le SDS  "une structure patriarcale" et estime qu'il faut politiser les sujets privés, comme le partage des tâches , à côté du discours traditionnel de lutte de classes, mais aussi "favoriser l’éducation collective des enfants dans les crèches", allusion à son combat devenu populaire et spectaculaire en faveur des crèches. Helke Sander reproche à ses camarades de reproduire ainsi la séparation bourgeoise entre vie publique et vie privée et d’éviter une discussion sur l’exploitation des femmes. De cette manière, les hommes peuvent garder « l’identité masculine garantie par le patriarcat ».  Au cours du déjeuner, les femmes veulent surenchérir. A l'heure du café, son discours se termine. Comme prévu, l’intervention de Helke Sander terminée, les hommes proposaient de reporter le sujet car «ils n’étaient pas préparés à la discussion", puis le président du SDS, Hans Jürgen Krahl, se mit debout et Sigrid Rüger  se dit : maintenant ou jamais !».  En robe verte et très enceinte, elle empoigne le sac de six tomates qu'elle a achetée pour sa soupe du soir et les lance, une par une, sur Hans-Jürgen Krahl, théoricien en chef du SDS, qui s'exprime à l'estrade en criant “contre-révolutionnaire… agent de l’ennemi de classe”,. Krahl qui est touché à la clavicule ». Les autres femmes présentes dans la salle la soutiennent et ce geste devient le symbole de la radicalisation féminine au sein du SDS.

### Krahl face à l'aile marxiste et anti-impérialiste
Krahl était le seul étudiant  accepté comme interlocuteur solide par le philosophe Theodor W. Adorno, dont l'étoile auprès des étudiants commence à pâlir: le 7 janvier 1969, Adorno et ses collègues sont obligés d'ordonner l'expulsion d'étudiants contestataires par la police. Lors du procès contre Krahl, le 18 juillet 1969, pour la manifestation non autorisée du  22 septembre 1968 contre le prix remis au président sénégalais Senghor, Theodor W. Adorno est invité à témoigner, mais cela n’a pas conduit au débat politique espéré.  

#### Le voyage de l'été 1969 en Jordanie
Une cinquantaine de militants du SDS se rendent à l'été 1969 dans un camp palestinien en Jordanie, où ils rencontrent des militants de l'Union générale des étudiants palestiniens, qui organisent leur 15ème congrès, et de différentes organisations palestiniennes. Des délégations étudiantes d'autres pays participent au même camp d'été. 
De retour, Hans-Jürgen Krahl se voit reprocher par la presse que le groupe du SDS n'ait pas visité aussi Israël. Dans une lettre datée du 15 août 1969 à Amman, la délégation dément avoir reçu une formation militaire. Elle explique que cette spéculation est ridicule car l'OLP a déjà assez de militants, en assurant faire la différence entre le sionisme et les juifs.  
Le voyage exalte les sentiments tiers mondistes et une source d'espoir pour les sentiments anti-impérialistes au même titre que la cause nord-vietnamienne, mais les participants soulignent que les Palestiniens mènent par eux-mêmes le combat.
Au cours du même été 1969, des maoïstes français ont fait la même démarche, en août 1969 au camp palestinien de Karameh, siège du Fatah. Au retour d'Alain Geismar et Léo Lévy, épouse de Benny Lévy, la banque Rotschild est attaquée par une centaine de militants, dont une partie d'origine arabe dans la nuit du 25 au 26 septembre 1969. Les murs blancs sont recouverts de slogans rouges : «El Fath vaincra!». Le lendemain, trois cents manifestants européens et arabes agressent à nouveau le siège de la banque, brisent les vitres et allument un incendie, puis au cours de la même attaque les locaux du quotidien L'Aurore rue de Richelieu subissent le même sort en raison de son "soutien au sionisme". Un émissaire du FPLP de Georges Habache rencontre Olivier Rolin, parle d'attentats, de stages d'entrainement mais la Gauche prolétarienne déclinera l'invitation.
La coopération entre les milieux allemands d'extrême-gauche et les palestiniens va s'intensifier dans les années suivantes, y compris et surtout pour les franges terroristes.

### Les Tupamaros West-Berlin de l'automne 1969
Inspirés par l'idée de la guérilla urbaine des Tupamaros en Uruguay, aux positions anti-impérialistes, certains développent l'idée que seule une « avant-garde » de combattants révolutionnaires dans les grandes métropoles occidentales pourrait devenir « de vrais alliés des mouvements de libération du tiers monde ». Un collectif d'activistes anarchistes qui se projettent en « guérilleros urbains », le Zentralrat der umherschweifenden Haschrebellen (de) se voit en « Conseil central des haschich rebelles itinérants ». Un autre groupe, dirigé par Dieter Kunzelmann, fonde les Tupamaros West-Berlin. Entre novembre et décembre 1969, ils commettent 12 attentats à la bombe et incendies, visant des intérêts américains et israéliens, ainsi que le 9 novembre contre le Centre communautaire juif. Un groupe dissident, les Tupamaros Munich, est fondé par Fritz Teufel. En juillet 1970, Dieter Kunzelmann est arrêté.
Georg von Rauch voyage en Jordanie fin septembre 1969 et s'entraîne, dans un camp palestinien du Fatah, au maniement des armes à feu.
L'idée est de former un groupe à Berlin pour la « lutte armée » contre l' « impérialisme américain » et le « sionisme » par la pose de bombes incendiaires contre diverses institutions susceptibles, selon eux, « d'opprimer » les Palestiniens et d'autres peuples du tiers-monde. Les Tupamaros West-Berlin sont responsables de plusieurs incendies et attentats à la bombe de fin 1969 à 1971.

### La fin du SDS au cours de l'hiver 1969-1970

#### Les poursuites judiciaires et l'éclatement en plusieurs groupes
Le 16 octobre 1969, des poursuites sont engagées à Francfort contre deux autres dirigeants du SDS, Günter Amendt et Karl Dietrich Wolff. Le 24 décembre 1969, les trois accusés sont condamnés à un an et neuf mois de prison mais leur peine étant réduite en appel, ils seront libérés.
À la fin de 1969, quelques groupes orthodoxes du SDS se réunirent ainsi en « Association des étudiants marxistes », d'où s'extrait plus tard l'Union étudiante marxiste Spartacus. D'autres militants du SDS, principalement de l'aile anti-autoritaire, se joignirent aux nouveaux « K-Gruppen », ou s'engagèrent dans les différents mouvements de renouveau social.
Daniel Cohn-Bendit fonde ensuite à la fin de 1969 le « Groupe de projet usine », avec quatre commissions de travail pour étudier comment s'implanter dans les usines malgré la présence des syndicats. L'un des 4 groupes est confié à Joschka Fischer, à la demande insistante de Daniel Cohn-Bendit. Ce "Groupe de projet usine" sera peu après rebaptisé Revolutionärer Kampf.	

#### Le voyage auprès des Palestiniens de décembre 1969
L'emprisonnement de Hans-Jürgen Krahl débouche sur la participation du président par intérim du SDS, Udo Knapp, accompagné de Daniel Cohn-Bendit et Joschka Fischer à un congrès de solidarité avec l' Organisation de libération de la Palestine (OLP) à Alger à la fin décembre 1969. Des photos montrent Joschka Fischer applaudissant la résolution finale appelant à la "victoire ultime du peuple palestinien". Il  s'occupe ensuite du journal du SDS. La coopération entre les milieux allemands d'extrême-gauche va s'intensifier dans les années suivantes, y compris et surtout pour les franges terroristes.
Hans-Jürgen Krahl meurt le 13 février 1970, dans un accident de voiture. Sa mort soudaine permet aux membres du SDS, désormais divisés en deux, de se séparer sans devoir s'affronter. Le 21 mars 1970, le SDS fut finalement dissout par acclamation d'une assemblée « plus ou moins fortuite et hétérogène, dans la Maison des étudiants de Francfort ».
Plus tard, dans les années 1970, les groupes terroristes allemands permettront au FPLP d'entrer en des lieux où la présence des Palestiniens aurait attiré les soupçons. Parmi eux, Hans-Joachim Klein explique, qu'en tant que membre de la division internationale du groupe terroriste Revolutionäre Zellen (RZ), il a participé au raid contre l’OPEP de décembre 1975 en raison de son entraînement militaire, qui était alors très valorisé au sein des RZ mais aussi parce que sa participation a garanti une forte rémunération des RZ par le PFLP.
Bernd Haussmann, cofondateur du Mouvement du 2 juin, subit lui aussi un entraînement en vue de commettre un massacre à l'Aéroport Ben Gourion de Tel-Aviv en Israel le 24 mai 1976. On ne le prévient pas que sa valise, enregistrée sous un faux nom, doit exploser lors de l'inspection des douanes, ce qui tue deux personnes et provoque 7 blessés. Les terroristes font croire à son amie Brigitte Kuhlmann, membre des Revolutionäre Zellen qu'il a été tué par la police, ce qui la décide à participer au détournement d'un avion Air France au cours de l'été 1976 vers Entebbe. L'attentat est revendiqué par le FPLP.
En avril 1976, une valise bourrée de plastic est glissée à bord d'un avion de Japanese Air Lines  afin d'exiger une rançon de 5 millions de dollars dont la majeure partie devait aller au Front populaire de libération de la Palestine et le reste aux allemands.
Cette coopération voit aussi des efforts déployés entre le 13 et le 18 octobre 1977 quand le FPLP envoie un commando détourner un avion de la Lufthansa au cours de l'enlèvement de l'enlèvement de Hans-Martin Schleyer, pour obtenir au passage la libération de militants emprisonnés en Turquie.

## Militants connus du SDS
- Günter Amendt
- Claus Arndt
- Daniel Cohn-Bendit
- Ralf Dahrendorf
- Frank Deppe
- Rudi Dutschke
- Horst Ehmke
- Peter Gäng
- Hannes Heer
- Heinz-Joachim Heydorn
- Jürgen Horlemann
- Susanne Kleemann
- Hans-Jürgen Krahl
- Wolfgang Lefèvre
- Ulrich Lohmar
- Horst Mahler
- Ulrike Meinhof
- Peter von Oertzen
- Bernd Rabehl
- Jan-Carl Raspe
- Reimut Reiche
- Sigrid Rüger
- Helke Sander
- Helmut Schauer
- Helmut Schmidt
- Joscha Schmierer
- Christiane Schneider
- Christian Semler
- Karin Struck
- Fritz Teufel
- Karl Wittrock
- Frank Wolff
- Karl Dietrich Wolff
- Wolfgang Zeidler
- Matthias Beltz
- Joschka Fischer
- Georg von Rauch